# Erling Nilsen
Erling Nilsen (født 30. december 1910 i Moss, død 23. april 1984 samme sted) var en norsk bokser, som boksede for bokseklubben Pugilist og som deltog i de olympiske lege 1936 i Berlin.

## Amatørkarriere
Nilsen vandt syv nationale titler i Norge og femten sejre på landsholdet. Blandt andet deltog han i den første officielle landskamp mellem England og Norge den 8. december, 1935 i Oslo Colosseum. Hans modstander var H.P. Floyd.

### Olympiske resultater
Nilsen vandt en bronzemedalje i boksning under OL 1936 i Berlin. Han kom på en tredjeplads i sværvægt, over 79,4 kg. Nilsen vandt først over Walter Marti fra Schweiz på knockout i tredje omgang, derpå i kvartfinalen over Ernest Toussint fra Luxembourg. I semifinalen tabte han dog til Guillermo Lovell fra Argentina på point; denne tabte senere finalen til tyske Herbert Runge. I kampen om bronze vandt Nilsen på walkover over Ferenc Nagy fra Ungarn, da denne ikke var i stand til at stille op. Der var 17 boksere fra 17 lande som stillede op i vægtklassen, som blev afviklet 10. til 15. august 1936.

### Andre højdepunkter
Nilsen vandt også en bronzemedalje ved EM i Milano, Italien 1937, hvor han i kampen om bronze igen mødte Nagy, som han denne gang besejrede på normal vis.